# Лемей, Кёртис
Кёртис Э́мерсон Леме́й  (англ. Curtis Emerson LeMay; 15 ноября 1906, Колумбус, Огайо — 1 октября 1990, Морено-Валли, Калифорния) — американский генерал, начальник штаба ВВС США (1961—1965), во время Второй мировой войны планировал и проводил массированные бомбардировки японских городов, после войны командовал ВВС США в Европе, а также курировал организацию воздушного моста для снабжения блокированного советскими войсками Западного Берлина, в 1948—1957 гг. командующий Стратегическими силами ВВС США.

## Ранняя биография
Кёртис Эмерсон Лемей родился в Колумбусе, штат Огайо 15 ноября 1906 года. Его отец Эрвинг Лемей был разнорабочим. Кёртис, окончив школу, поступил в Университет штата Огайо и окончил его со степенью бакалавра. В январе 1930 года поступил на службу в Воздушный корпус Армии США. Лётную подготовку проходил в родном Колумбусе.
В конце 30-х годов был переведён на Гавайи, где он проходил службу в качестве штурмана бомбардировщика B-17; быстро продвигался по службе.

## Вторая мировая война
Когда США вступили во Вторую мировую войну в декабре 1941 года, Лемей был в звании майора ВВС США и командовал 305-й оперативной группой бомбардировщиков B-17. В сентябре 1943 года Лемей стал первым командиром 3-й воздушной дивизии, которая активно принимала участие в налёте на Швайнфурт и Регенсбург. В этой операции принимало участие 146 бомбардировщиков B-17, а потери составили 24 самолёта.
В августе 1944 года был направлен на Китайско-Бирманско-Индийский театр военных действий. Позднее в ведении Лемея были все стратегические воздушные операции против Японии. В ходе боевых действий Лемей пришёл к выводу, что технические приемы и тактика, разработанные для использования в Европе против Люфтваффе, были непригодны против японской армии. Так, бомбардировщики B-29 Superfortress, взлетавшие с аэродромов Китая и бомбившие японские цели, причиняли крайне малый ущерб противнику.
В марте — августе 1945 года Лемей командовал операциями против Японии, которые включали в себя массированные бомбардировки зажигательными бомбами 64 японских городов, в том числе бомбардировку зажигательными бомбами Токио 9-10 марта 1945 года. Для этих атак Лемей снял с 325 B-29 вооружение, загрузил каждый самолёт зажигательными бомбами и приказал бомбить Токио с высоты 5-9 тыс. футов. В течение трёх часов было сброшено 1665 тонн зажигательных бомб. Погибло более 100 тысяч жителей, было разрушено 250 тысяч зданий. Также Лемей командовал операцией по атомным бомбардировкам Хиросимы и Нагасаки (6 и 9 августа 1945 года соответственно).
Лемей называл свои ночные бомбардировки зажигательными бомбами «пожарными работами». Японцы прозвали его «зверский Лемей». Лемей позже заявил: «Думаю, если бы мы проиграли войну, то меня судили бы как военного преступника». Он утверждал, что это его обязанность осуществлять массированные бомбардировки, чтобы закончить войну как можно быстрее.
Президенты США Рузвельт и Трумэн оправдывали эту тактику, ссылаясь на то, что миллион американских солдат мог бы погибнуть, если бы пришлось высадиться в Японии. Кроме того, Япония привлекала к оборонному производству небольшие мастерские в жилых районах, и это рассматривалось как основание считать их законными военными целями.
Лемей также курировал операцию «Голод», когда ВВС США совместно с подводным флотом минировали прибрежные воды Японии, отрезав Японию от импорта.

## Холодная война
После Второй мировой войны Лемей был переведён в Пентагон на должность заместителя начальника авиационного штаба по новым исследованиям и развитию. С 1947 года он был назначен командующим ВВС США в Европе. В 1948 году на него была возложена организация воздушного моста для снабжения блокированного советскими войсками Западного Берлина. Под руководством Лемея был налажен воздушный мост с Западным Берлином с применением самолётов Douglas C-54 Skymaster. Каждый самолёт мог нести 10 тонн грузов. Поставки грузов начались 1 июля, а к осени воздушные перевозки превысили 5000 тонн в день. Воздушные перевозки продолжались в течение 11 месяцев. Было выполнено 213 тысяч рейсов, перевезено 1,7 млн тонн продуктов питания и топлива.
В 1948 году Кёртис Лемей вернулся в США, чтобы возглавить Стратегическое командование ВВС США. Штаб и управление Стратегического командования переехало на авиационную базу Оффатт в штате Небраска. С этого момента и до самого конца холодной войны все планы по нанесению ядерных ударов по территории СССР разрабатывались в этом штабе. Уже в 1949 году Лемей подписал программу полного перехода бомбардировочной авиации на реактивную тягу. В начале 1950-х на вооружение стали поступать реактивные бомбардировщики B-47 и B-52. Лемей был ярым антикоммунистом. В том же 1949 году он участвовал в подготовке плана «Дропшот», где предлагалось доставить весь запас атомных бомб в одной массированной атаке, сбросив 133 атомных бомбы на 70 советских городов в течение 30 дней.
В 1954 году Лемэй сказал лётчику Хэлу Остину, самолёт которого был обстрелян и повреждён советским истребителем во время разведывательного полёта над территорией СССР: «Может быть, если мы сделаем это пролёт как следует, мы добьёмся начала третьей мировой войны». Тогда лётчик принял это за шутку, но через много лет, уже после отставки Лемэя, Остин вновь встретился с ним и Лемэй сказал ему: «Нам было бы чертовски лучше, если бы мы тогда добились начала третьей мировой войны».
Вплоть до 1957 года Кёртис Лемей руководил Стратегическим командованием. За это время он провёл глубокие преобразования в структуре ведомства, превратил его в эффективный, современный и грозный компонент Военно-воздушных сил США.
В 1957 году Лемей был назначен 1-м заместителем начальника, а в 1961 году — начальником штаба ВВС. В своей новой должности он сразу же столкнулся со множеством критики в свой адрес относительно его военно-стратегических планов.
Во время Карибского кризиса 1962 года Лемей был сторонником вторжения армии США на Кубу и требовал занять более жёсткую позицию в отношении СССР, вплоть до ядерных бомбардировок. Однако президент Кеннеди и министр обороны Макнамара были сторонниками лишь морской блокады острова. Даже после окончания кризиса и вывода советских ракет с Кубы Лемей продолжал выступать за вторжение на остров.
Во время войны во Вьетнаме Лемей, уже будучи в отставке, предлагал бомбить Северный Вьетнам, по его словам «вбомбить их в каменный век».

## После военной карьеры
В феврале 1965 года под давлением Макнамары Лемей был вынужден уйти в отставку. В последующие годы он пытался сделать политическую карьеру, но она оказалась не очень удачной. В 1968 году Кёртис Лемей был кандидатом на пост вице-президента США от крайне правой Американской независимой партии на стороне кандидата в президенты Джорджа Уоллеса. Уоллес во время Второй мировой войны служил в качестве сержанта в 58-й бомбардировочной эскадрильи, командиром которого был тогда Лемей. Кандидат от партии АНП Джордж Уоллес получил 13,5 % голосов избирателей и победил в пяти штатах Юга. В истории президентских выборов в США это был четвёртый среди «третьих сил» результат с начала XX века и последний раз, когда какой-либо претендент от третьей партии получил сколь-нибудь значительное количество голосов выборщиков.

## Смерть
Кёртис Лемей умер 1 октября 1990 года в Морено-Валли, Калифорния и похоронен в Колорадо-Спрингс. У него осталась жена Элен, которая умерла в 1992 году и похоронена рядом с генералом.

## Продвижение по службе
- Первый лейтенант, 1930 год
- Капитан, 1940 год
- Майор, 1941 год
- Подполковник, 1942 год
- Полковник, 1942 год
- Бригадный генерал, 1943 год
- Генерал-майор, 1944 год
- Генерал-лейтенант (США), 1948 год
- Генерал (США), 1951 год

## Награды
- наградное оружие - 9-мм пистолет-пулемёт UZI[3]

## Книги
- Кёртис ЛеМей; Кэнтор Маккинли (1965), Mission with LeMay: My Story
- Кёртис ЛеМей; Дели Смит (1968), America is in Danger
- Кёртис ЛеМей; Уильям Енни(1988), Superfortress: The Story of the B-29 and American Air Power